# Ervin Zukanović
Ervin Zukanović (pronunciación en bosnio: /ěrʋin zukâːnoʋitɕ/; Sarajevo, RFS de Yugoslavia, 11 de febrero de 1987) es un exfutbolista bosnio, naturalizado belga, que jugaba como defensa.
Tras el estallido de la guerra de Bosnia en 1992, emigró con sus padres hacia Alemania a través de Eslovenia. Posee la nacionalidad belga desde 2015.
Zukanović es musulmán practicante. Junto con sus compañeros de selección Ibrahim Šehić, Muhamed Bešić, Armin Hodžić, Izet Hajrović, Sead Kolašinac y Edin Višća, visitó una mezquita en Zenica durante la concentración del equipo nacional.

## Selección nacional
Fue internacional con la selección de fútbol de Bosnia y Herzegovina en 38 ocasiones.

## Clubes
| Club                        | País                 | Año       |
| --------------------------- | -------------------- | --------- |
| F. K. Željezničar           | Bosnia y Herzegovina | 2005-2006 |
| S. C. Austria Lustenau II   | Austria              | 2006-2007 |
| F. K. Velež Mostar          | Bosnia y Herzegovina | 2007-2008 |
| F. C. Sulzberg              | Austria              | 2008      |
| KFC Uerdingen 05            | Alemania             | 2008      |
| F. C. V. Dender E. H.       | Bélgica              | 2009-2010 |
| K. A. S. Eupen              | Bélgica              | 2010-2011 |
| K. V. Cortrique             | Bélgica              | 2011-2012 |
| K. A. A. Gante              | Bélgica              | 2013-2015 |
| A. C. ChievoVerona (cedido) | Italia               | 2014-2015 |
| U. C. Sampdoria             | Italia               | 2015-2016 |
| A. S. Roma                  | Italia               | 2016-2018 |
| Atalanta B. C. (cedido)     | Italia               | 2016-2017 |
| Genoa C. F. C. (cedido)     | Italia               | 2017-2018 |
| Genoa C. F. C.              | Italia               | 2018-2019 |
| Al-Ahli Saudi F. C.         | Arabia Saudita       | 2019      |
| S. P. A. L.                 | Italia               | 2020      |
| Fatih Karagümrük S. K.      | Turquía              | 2020-2022 |
| Asteras Trípoli F. C.       | Grecia               | 2022-2024 |